# Монтана-Сіті (Монтана)
Монтана-Сіті (англ. Montana City) — переписна місцевість (CDP) в США, в окрузі Джефферсон штату Монтана. Населення — 2918 осіб (2020).

## Географія
Монтана-Сіті розташована за координатами 46°31′26″ пн. ш. 111°56′0″ зх. д. / 46.52389° пн. ш. 111.93333° зх. д. (46.523952, -111.933289).  За даними Бюро перепису населення США в 2010 році переписна місцевість мала площу 88,26 км², з яких 88,19 км² — суходіл та 0,06 км² — водойми.

## Демографія
Згідно з переписом 2010 року, у переписній місцевості мешкало 2715 осіб у 980 домогосподарствах у складі 832 родин. Густота населення становила 31 особа/км².  Було 1018 помешкань (12/км²).
Расовий склад населення:
| - 96,4 % — білих - 1,0 % — корінних американців - 0,4 % — азіатів - 0,1 % — чорних або афроамериканців |

До двох чи більше рас належало 1,8 %. Частка іспаномовних становила 1,3 % від усіх жителів.
За віковим діапазоном населення розподілялося таким чином: 26,0 % — особи молодші 18 років, 63,1 % — особи у віці 18—64 років, 10,9 % — особи у віці 65 років та старші. Медіана віку мешканця становила 45,3 року. На 100 осіб жіночої статі у переписній місцевості припадало 99,9 чоловіків;  на 100 жінок у віці від 18 років та старших — 100,9 чоловіків також старших 18 років.
Середній дохід на одне домашнє господарство  становив 100 620 доларів США (медіана — 91 484), а середній дохід на одну сім'ю — 114 430 доларів (медіана — 103 643). Медіана доходів становила 64 231 долар для чоловіків та 49 286 доларів для жінок. За межею бідності перебувало 2,3 % осіб, у тому числі 0,0 % дітей у віці до 18 років та 8,0 % осіб у віці 65 років та старших.
Цивільне працевлаштоване населення становило 1393 особи. Основні галузі зайнятості: освіта, охорона здоров'я та соціальна допомога — 21,2 %, публічна адміністрація — 20,1 %, науковці, спеціалісти, менеджери — 12,3 %, фінанси, страхування та нерухомість — 9,5 %.